# Distrito electoral de Coleman (condado de Red Willow, Nebraska)
Coleman (en inglés: Coleman Precinct) es un distrito electoral ubicado en el condado de Red Willow en el estado estadounidense de Nebraska. En el Censo de 2010 tenía una población de 23 habitantes y una densidad poblacional de 0,26 personas por km².

## Geografía
Coleman se encuentra ubicado en las coordenadas 40°18′25″N 100°42′21″O / 40.30694, -100.70583. Según la Oficina del Censo de los Estados Unidos, Coleman tiene una superficie total de 87.19 km², de la cual 87.16 km² corresponden a tierra firme y (0.04%) 0.03 km² es agua.

## Demografía
Según el censo de 2010, había 23 personas residiendo en Coleman. La densidad de población era de 0,26 hab./km². De los 23 habitantes, Coleman estaba compuesto por el 100% blancos.